# 孔多里里山

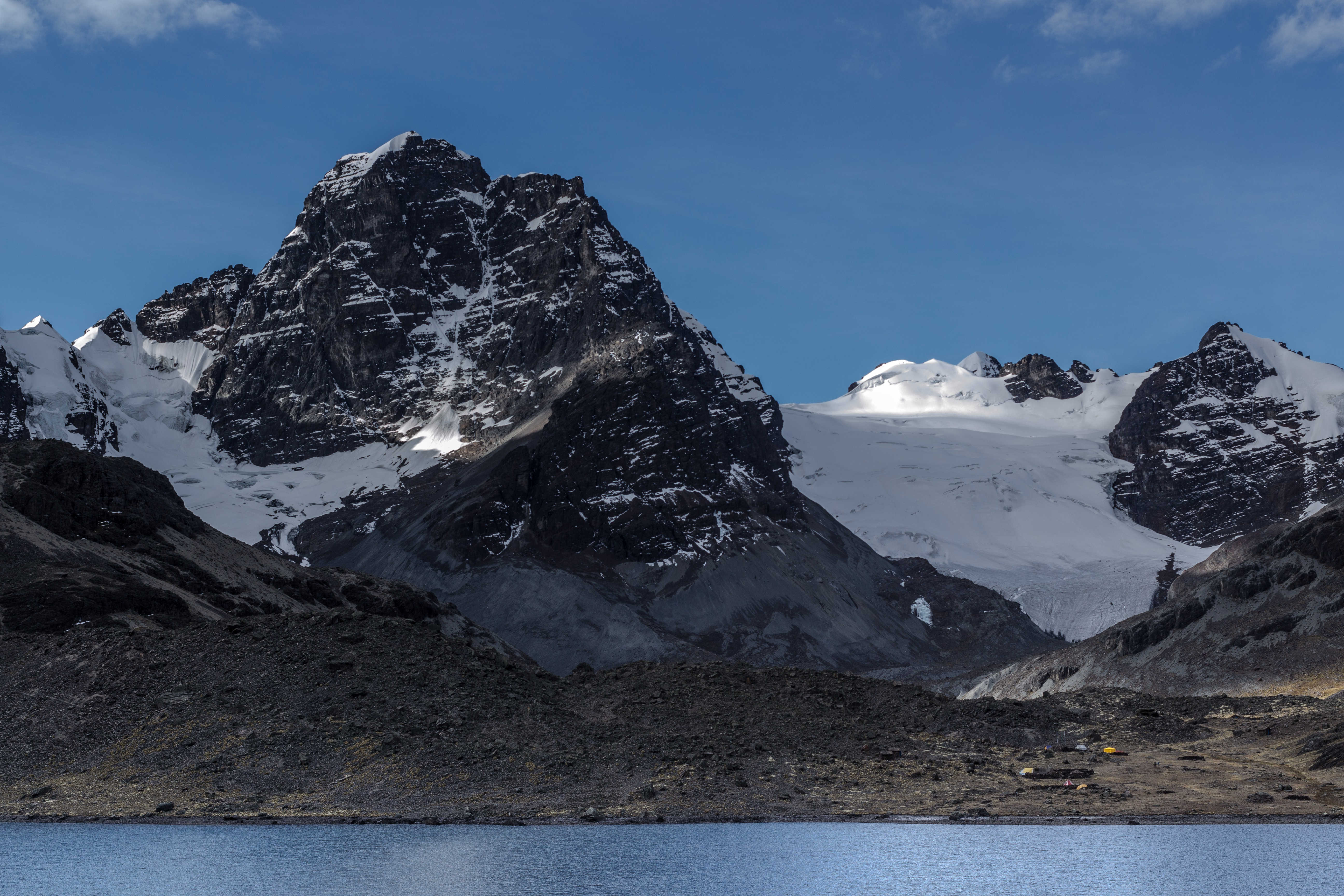

16°10′S 68°14′W / 16.167°S 68.233°W
孔多里里山（西班牙語：Nevado Condoriri），是玻利維亞的山峰，位於該國西部拉巴斯省，屬於玻利維亞瑞阿爾山脈的一部分，海拔高度5,648米，人類在1941年首次登頂。